# Florelliceps stutchburyae
Florelliceps stutchburyae är en klomaskart som beskrevs av Tait och Norman 200. Florelliceps stutchburyae ingår i släktet Florelliceps och familjen Peripatopsidae. Inga underarter finns listade i Catalogue of Life.